# La Haye-Saint-Sylvestre
La Haye-Saint-Sylvestre é uma comuna francesa na região administrativa da Normandia, no departamento de Eure. Estende-se por uma área de 18,69 km². Em 2010 a comuna tinha 283 habitantes (densidade: 15,1 hab./km²).